# Euplexia euplexina
Euplexia euplexina är en fjärilsart som beskrevs av Hans Rebel 1917. Euplexia euplexina ingår i släktet Euplexia och familjen nattflyn. Inga underarter finns listade i Catalogue of Life.